# Wojny domowe
Wojny domowe (ang. East is East) – brytyjski komediodramat z 1999 roku w reżyserii Damiena O’Donnella. Film nakręcony został na podstawie sztuki Ayub Khan-Dina o tym samym tytule. Zdjęcia kręcono w Manchesterze i Bradford.
Tytuł filmu nawiązuje do słów z wiersza Ballada o Wschodzie i Zachodzie Rudyarda Kiplinga: Oh, East is East, and West is West, and never the twain shall meet... („Wschód to Wschód, Zachód to Zachód i nigdy się ze sobą nie spotkają”).
Główną rolę zagrał nominowany za swoją kreację do nagrody BAFTA Om Puri. Obraz obsypany został wieloma nagrodami.

## Fabuła
Film opowiada historię muzułmanina z Pakistanu, który ożeniony z Angielką, po 25 latach pobytu w Wielkiej Brytanii napotyka opór swoich dzieci przy przyjęcie jego religii i tradycji jako własnej. Akcja filmu rozgrywa się w Salford w 1971 roku, w czasie wojny Pakistanu z Indiami.
Georg Khan (Om Puri), muzułmanin rodem z Pakistanu od 25 lat próbuje odnaleźć się na emigracji w Anglii. Ożenił się z Angielką, prowadzi mały sklepik i twardą ręką wychowuje swoich sześciu synów i córkę. Kiedy najstarszy z nich Nazir osiąga wiek odpowiedni do małżeństwa, aranżuje mu ślub z dziewczyną muzułmańską, której chłopak nigdy w życiu nie widział. Syn w ostatniej chwili przeciwstawia się ojcu, uciekając ze ślubu. Ojciec, sądząc, że został zhańbiony w oczach innych muzułmanów, uznaje syna za martwego. Nawet zdjęcie chłopaka znika ze ściany. Ta sytuacja nie uczy go, że nadeszły czasy w nowym kraju, aby zacząć liczyć się z uczuciami i pragnieniami swoich synów. Despotycznie narzuca im tradycyjne wartości bojąc się, że w Anglii stracą swoją muzułmańską tożsamość: przestaną być Pakistanczykami, a Anglicy i tak nigdy nie uznają ich za Brytyjczyków. Z uporem aranżuje małżeństwo kolejnych dwóch synów Tariqa (Jimi Mistry) i Abdula.

## Obsada
- Om Puri – George Khan
- Linda Bassett – Ella Khan
- Ian Aspinall – Nazir Khan
- Jimi Mistry – Tariq Khan
- Raji James – Abdul Khan
- Emil Marwa – Maneer Khan
- Chris Bisson – Saleem Khan
- Archie Panjabi – Meenah Khan
- Jordan Routledge – Sajid Khan